# Robinson Crusoe on Mars
Robinson Crusoe on Mars (br: Robinson Crusoe em Marte) é um filme estadunidense, do ano de 1964, do gênero ficção científica, dirigido por Byron Haskin. O filme é baseado no livro de Daniel Defoe chamado Robinson Crusoe.

## Enredo
Uma nave, tripulada por dois astronautas, é enviada pela terra ao planeta marte com a missão de orbitar o planeta e recolher dados científicos. Repentinamente a espaçonave tem sua órbita alterada obrigando os ocupantes a ejetar em direção ao planeta. Devido a confusão na hora da saida, os dois chegam a superfície em locais separados por muitos quilômetros. Enfrentando o ambiente desolado e impróprio à vida humana os astronautas tentam sobreviver e reagrupar enquanto aguardam por socorro. Draper encontra um alienígena, fugitivo de uma outra raça que usa escravos para minerar o planeta. Além dos problemas naturais, terão agora também de fugir desta raça perigosa.   

## Elenco
| Nome              | Personagem                          |
| ----------------- | ----------------------------------- |
| Paul Mantee       | Comandante Christopher 'Kit' Draper |
| Victor Lundin     | Friday                              |
| Adam West         | Coronel Dan McReady                 |
| The Wooley Monkey | Mona                                |